# Massalongia microphylliza
Massalongia microphylliza är en lavart som först beskrevs av Nyl. ex Hasse, och fick sitt nu gällande namn av Henssen. Massalongia microphylliza ingår i släktet Massalongia och familjen Massalongiaceae.   Inga underarter finns listade i Catalogue of Life.